# Rebecca Durcau
Rebecca Durcau ist eine australische Fußballschiedsrichterin.
Durcau leitet seit mindestens 2009 Spiele in der australischen A-League Women und hatte in dieser bislang über 115 Einsätze.
Seit 2017 steht Durcau auf der Liste der FIFA-Schiedsrichter und leitet internationale Fußballspiele.
Durcau war unter anderem Schiedsrichterin bei den Asienspielen 2018 in Indonesien, beim Cup of Nations 2019 und Cup of Nations 2023 in Australien, bei der U-17-Asienmeisterschaft 2024 in Indonesien sowie bei diversen Qualifikations- und Freundschaftsspielen.